# Vantiv
Vantiv est une entreprise américaine spécialisée dans les cartes de crédit.

## Histoire
Vantiv est fondée en 1971 sous le nom de Midwest Payment Systems en tant que filiale de Fifth Third, une banque régionale américaine. Elle prend le nom de Fifth Third Processing Solutions en 2003. Elle reste dans le giron de cette banque jusqu'en 2009 où Advent International prend une participation de 51 % dans Vantiv. Elle prend son nom actuel en 2011.
En 2014, Vantiv acquiert Mercury Payment Systems pour 1,65 milliard de dollars. En 2016, Vantiv acquiert Paymetric pour 500 millions de dollars et l'activité américaine de Monerise Solutions pour 425 millions de dollars.
En juillet 2017, Vantiv annonce l'acquisition de Worldpay pour 7,7 milliards de livres, somme qui sera constituée à 85 % d'échanges d'actions. Cette acquisition lui permet de consolider sa position aux États-Unis et d'étendre sa présence au Royaume-Uni où il n’était pas ou que peu présent,.
En mars 2019, FIS annonce l'acquisition pour 35 milliards de dollars de Worldpay, nouveau de Vantiv après l'acquisition du premier, acquisition qui s'est terminée en janvier 2019.